# The Revolution
The Revolution foi um jornal criado pelas ativistas dos direitos das mulheres Susan B. Anthony e Elizabeth Cady Stanton na cidade de Nova Iorque. Foi publicado semanalmente entre 8 de janeiro de 1868 e 17 de fevereiro de 1872. Com um estilo combativo que combinava com seu nome, focava principalmente nos direitos das mulheres, principalmente proibindo a discriminação contra o voto feminino, ou seja, sufrágio feminino. No entanto, também cobriu outros tópicos, como política, movimento trabalhista e finanças. Anthony administrava os aspectos comerciais do jornal enquanto Stanton era coeditora junto com Parker Pillsbury, um abolicionista e defensor dos direitos das mulheres.
O financiamento inicial foi fornecido por George Francis Train, um empresário controverso que apoiou os direitos das mulheres, mas afastou muitos ativistas com suas opiniões sobre política e raça. O financiamento que ele conseguiu foi suficiente para iniciar o jornal, mas não o suficiente para sustentá-lo. Depois de 29 meses, dívidas crescentes forçaram Anthony a transferir o jornal para Laura Curtis Bullard, uma rica ativista dos direitos das mulheres que lhe deu um tom menos radical. O jornal publicou sua última edição em menos de dois anos depois.
O significado do jornal era maior do que sua curta vida útil indicaria. Criado durante um período em que uma divisão estava se desenvolvendo dentro do movimento pelos direitos das mulheres, deu a Stanton e Anthony um meio de expressar seus pontos de vista sobre as questões em disputa quando, de outra forma, seria difícil para eles fazerem ouvir suas vozes. Isso os ajudou a fortalecer sua ala do movimento e a preparar o caminho para uma organização representá-lo.

## História

### Antecedentes

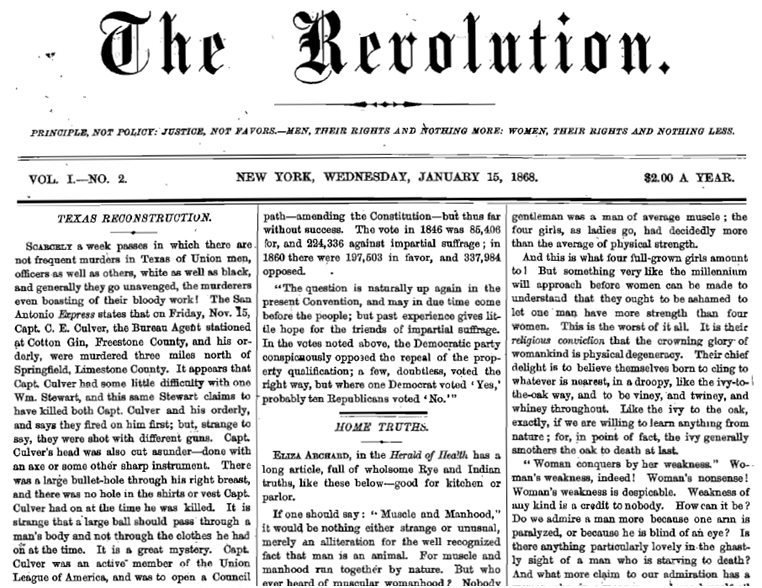
Primeira página do jornal The Revolution, em 15 de janeiro de 1868

As criadoras de The Revolution, Susan B. Anthony e Elizabeth Cady Stanton, foram as principais ativistas dos direitos das mulheres. Stanton foi uma organizadora da Convenção de Seneca Falls em 1848, a primeira convenção dos direitos das mulheres, e a principal autora de sua Declaração de Sentimentos. A pedido de Lucy Stone, outra ativista líder que organizou várias das Convenções Nacionais dos Direitos da Mulher durante a década de 1850, Anthony realizou grande parte do trabalho organizacional para a convenção nacional de 1859 e Stanton fez o mesmo em 1860. Juntos, Anthony e Stanton criaram a Women's Loyal National League em 1863, que reuniu um grande número de petições pedindo uma emenda constitucional para abolir a escravidão nos Estados Unidos. As duas ativistas permaneceram amigos íntimos e colegas de trabalho pelo resto de suas vidas.

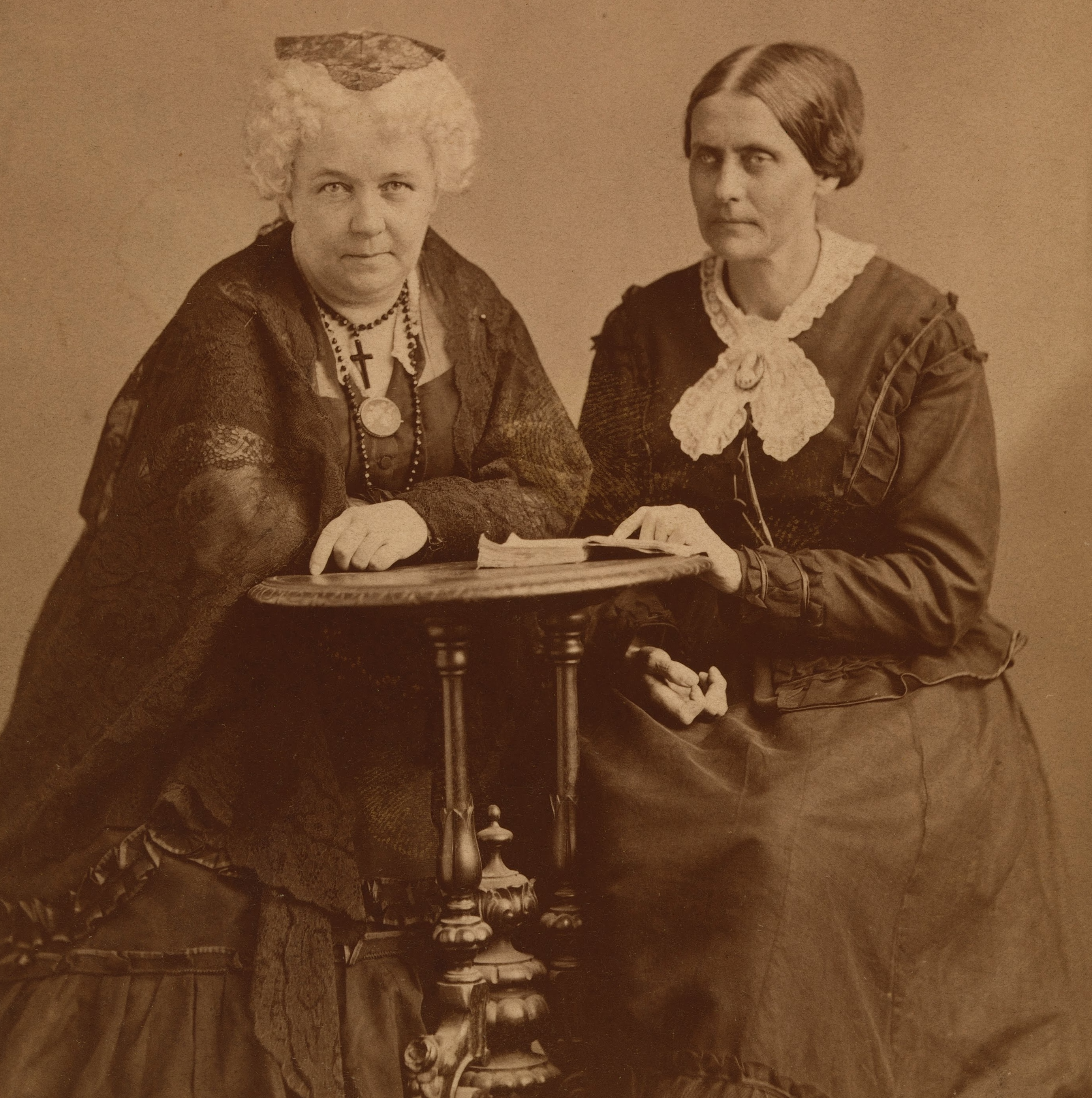
Elizabeth Cady Stanton e Susan B. Anthony, por volta de 1870

Elas criaram The Revolution durante um período em que uma divisão estava se desenvolvendo dentro do movimento pelos direitos das mulheres. Um grande ponto de desacordo foi a proposta da Décima Quinta Emenda à Constituição dos Estados Unidos, que proibiria a negação do sufrágio por causa da raça. A maioria dos reformadores sociais radicais o apoiou, mas Stanton e Anthony foram contra, a menos que fosse acompanhado por outra emenda que proibisse a negação do sufrágio por causa do sexo. Caso contrário, disseram elas, a Décima Quinta Emenda, que na verdade concederia direitos a todos os homens e excluiria todas as mulheres, criaria uma "aristocracia do sexo", dando autoridade constitucional à crença de que os homens eram superiores às mulheres.
As ativistas dos direitos das mulheres também discordaram sobre o Partido Republicano e o movimento abolicionista, que juntas forneceram liderança para acabar com a escravidão nos Estados Unidos em 1865. As principais figuras do movimento pelos direitos das mulheres se opuseram fortemente à escravidão (a própria Anthony tinha estado na equipe da Sociedade Antiesclavagista Americana), e muitos ativistas sentiram um sentimento de lealdade para com a liderança republicana e abolicionista. Stanton e Anthony foram fortemente críticos de ambas; contudo, por não apoiarem o sufrágio feminino.
Um evento crucial foi a campanha de 1867 realizada no Kansas pela Associação Americana de Direitos Iguais (abreviado do inglês: AERA) em apoio a dois referendos estaduais, um que emanciparia os homens afro-americanos e outro que emanciparia as mulheres. A AERA havia sido criada no ano anterior, com Anthony e Stanton entre seus fundadores, para apoiar os direitos das mulheres e dos negros. Líderes do movimento abolicionista, no entanto, se recusaram a apoiar a campanha da AERA no Kansas, embora o sufrágio para homens negros fosse uma prioridade abolicionista, porque eles não queriam que as duas campanhas de sufrágio fossem combinadas. A AERA havia encontrado obstáculos semelhantes durante uma campanha anterior no estado de Nova Iorque. Fazendo campanha no Kansas com a AERA em apoio a ambos os referendos, Anthony e Stanton ficaram irritadas não apenas porque os líderes abolicionistas nacionais estavam retendo o apoio nas duas propostas, mas também porque os republicanos locais organizaram um comitê para se opor ao referendo do sufrágio feminino. Sentindo-se traídas, Stanton e Anthony provocaram uma tempestade de protestos ao aceitarem ajuda durante os últimos dias da campanha de George Francis Train, um rico defensor dos direitos das mulheres que era democrata e racista declarado. Train criticou duramente o Partido Republicano, não escondendo sua intenção de manchar sua imagem progressista e criar divisões dentro dele. Quando a campanha do Kansas terminou em novembro de 1867 com a derrota de ambos os referendos, as divisões dentro do movimento das mulheres começaram a se aprofundar.
O movimento pelos direitos das mulheres havia reduzido bastante sua atividade durante a Guerra Civil (1861 a 1865) porque seus líderes queriam aplicar sua energia na luta contra a escravidão. Após a guerra, os líderes do movimento abolicionista os pressionaram a continuar adiando sua campanha pelo sufrágio feminino até que o sufrágio para homens negros fosse alcançado. Stanton e Anthony sentiram que seu movimento estava sendo marginalizado. Mais tarde, elas disseram: "Nossos liberais nos aconselharam a silenciar durante a guerra, e ficamos em silêncio sobre nossos próprios erros; eles nos aconselharam novamente a silenciar em Kansas e Nova Iorque, para que não derrotemos o 'sufrágio negro', e ameaçaram se não fosse, poderíamos lutar a batalha sozinhos. Escolhemos o último e fomos derrotados. Mas sozinhos aprendemos nosso poder... a mulher deve liderar o caminho para sua própria emancipação."
No entanto, estava se tornando difícil para Stanton e Anthony fazer suas vozes serem ouvidas. A imprensa abolicionista, que tradicionalmente era a fornecedora mais confiável de cobertura de notícias para o movimento pelos direitos das mulheres, não estava mais disposta a desempenhar esse papel para sua ala do movimento. Outros grandes periódicos associados aos movimentos radicais de reforma social tornaram-se mais conservadores ou pararam de publicar ou logo o fariam. Pouca ajuda poderia ser esperada dos periódicos sobre os direitos das mulheres porque poucos continuaram existindo. A grande imprensa começou a tratar o movimento das mulheres como uma notícia velha depois de mais de uma década tratando-o como uma novidade digna de cobertura jornalística.

### Produção editorial de Stanton e Pillsbury

#### A criação do jornal
Desafiando a pressão para romper seu relacionamento com Train, Stanton e Anthony fizeram um acordo com ele para criar um jornal semanal que elas operariam com seu apoio financeiro, que ele indicou que poderia chegar a 100 000 dólares. Train e seu sócio David Melliss teriam espaço para expressar seus pontos de vista, mas, com exceção disso, Stanton e Anthony estariam livres para gerenciar o jornal no interesse das mulheres. Rapidamente foram feitos planos para um jornal nacional com uma meta de circulação que o tornaria tão grande quanto um grande diário de Nova Iorque. Anthony esperava transformá-lo em um jornal diário com sua própria prensa móvel, todas pertencentes e operadas por mulheres.

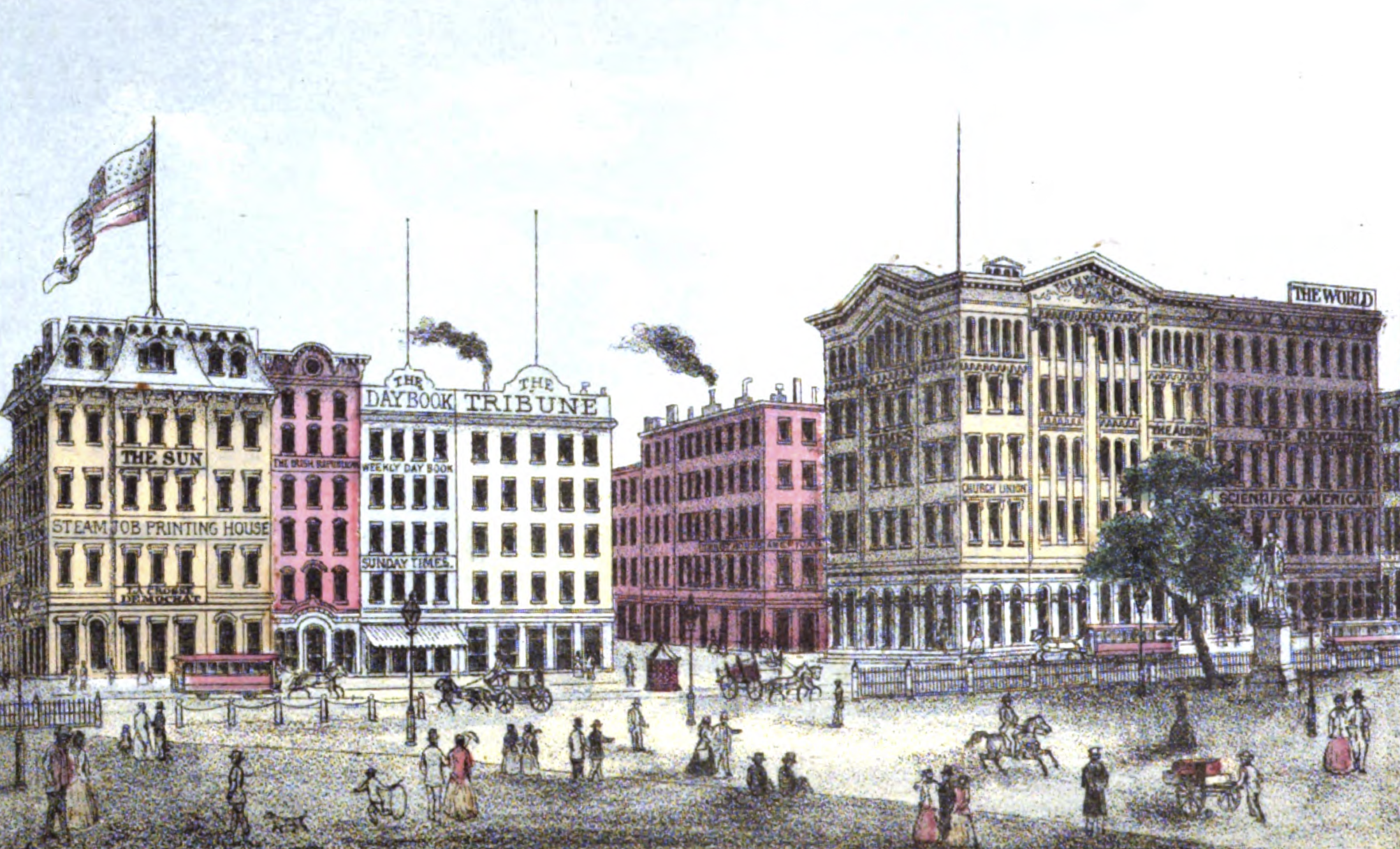
Printing House Square, em Manhattan no ano de 1868, mostrando a visão panorâmica do escritório de The Revolution. Localizado no Park Row, número 37, abaixo à direita está The World; e acima pertence a Scientific American

A primeira edição de The Revolution foi publicada em 8 de janeiro de 1868, dois meses após o fim da campanha da AERA no Kansas. O jornal recebeu esse nome, conforme palavras ditas por Stanton e Anthony em sua primeira edição, porque "O nome fala seu propósito. É revolucionar." Stanton mais tarde elaborou que "não é apenas o voto que a mulher precisa para sua segurança e proteção, mas uma revolução em nossos sistemas políticos, religiosos e sociais; na verdade, toda a reorganização da sociedade". O jornal gerou publicidade com sua primeira edição ao anunciar que Anthony havia convencido o presidente dos Estados Unidos, Andrew Johnson, a adquirir uma assinatura.
Os escritórios de The Revolution ficavam na cidade de Nova Iorque. O jornal era publicado semanalmente em papel jornal de qualidade, com 16 páginas por número e 3 colunas por página. Seus editores não possuíam seu próprio equipamento de impressão, mas dependiam dos serviços de uma gráfica que pagava seus funcionários e mulheres em igualdade de condições. Anthony gerenciou os aspectos comerciais do jornal enquanto Stanton foi coeditor junto com Parker Pillsbury. Inicialmente, Stanton escreveu a maior parte do material relacionado aos direitos das mulheres. O lema do jornal, exibido com destaque na primeira página, era: "Princípio, não política; Justiça, não favores: Homens, seus direitos e nada mais; Mulheres, seus direitos e nada menos".

#### Conteúdo

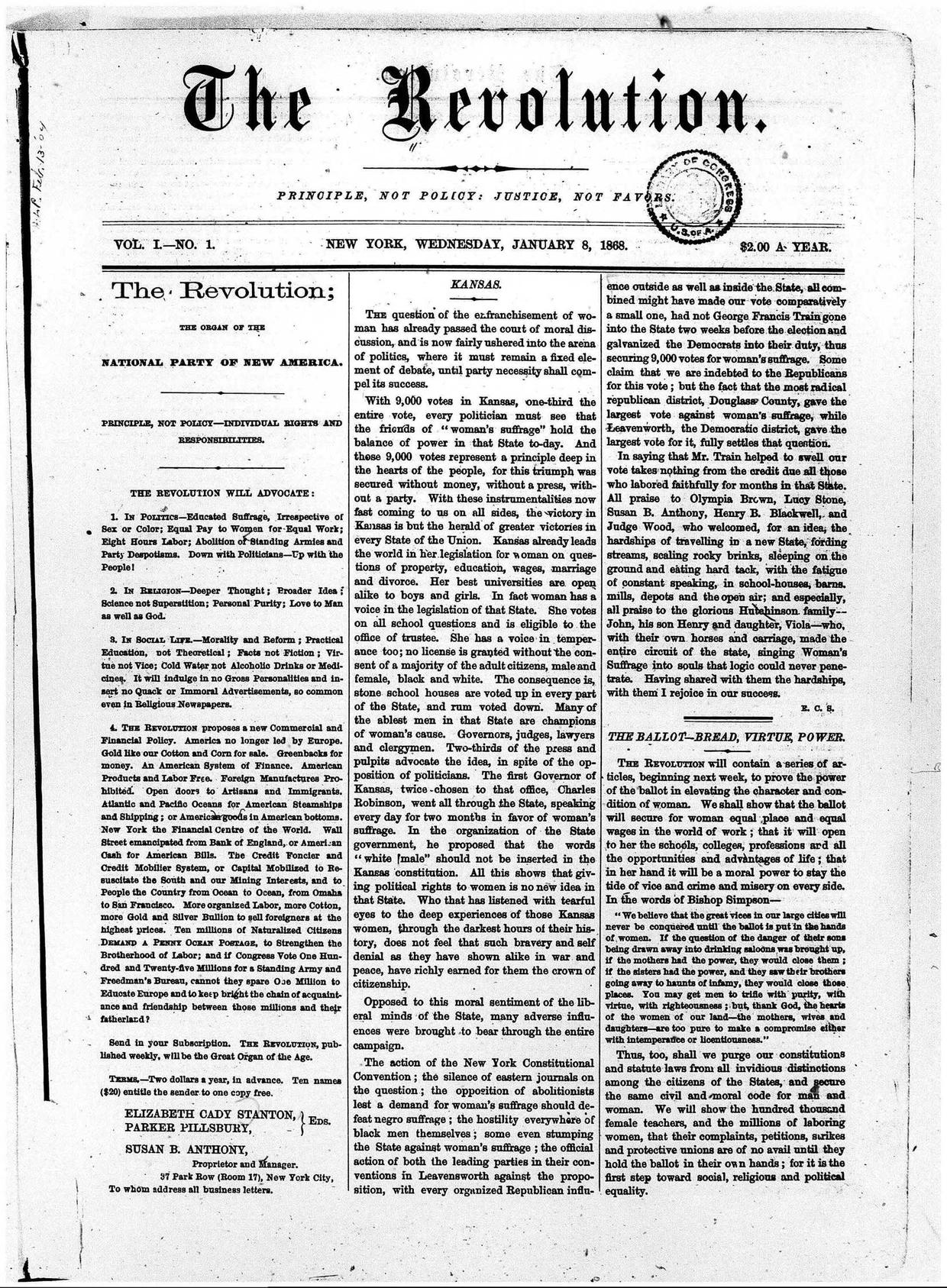
Primeira edição de The Revolution, em 8 de janeiro de 1868

The Revolution se concentrou principalmente nos direitos das mulheres, especialmente o sufrágio, mas também tratou de outros temas. O jornal relatou os avanços feitos pelas mulheres, casos de discriminação contra as mulheres no emprego e melhorias nas leis de divórcio. Acompanhava as atividades do movimento de mulheres, incluindo discursos, anúncios de reuniões, procedimentos de convenções e depoimentos perante órgãos governamentais. Informou sobre os esforços de organização das mulheres trabalhadoras e as atividades de outras seções do movimento trabalhista que eram vistas como potenciais aliadas. Correspondentes estrangeiros informavam da Inglaterra, Europa continental e Índia. Train contribuiu com seus pontos de vista sobre uma variedade de tópicos, incluindo a independência da Irlanda e a reforma monetária. Seu sócio, David Melliss, editor financeiro do New York World, cuidava do departamento financeiro do jornal. Uma edição típica trazia uma ou duas páginas de anúncios.
O jornal se esforçou por um tom animado. Seus correspondentes foram solicitados não a sentimentalizar, mas "Dê-nos fatos e experiências, em palavras, por favor, tão duras quanto balas de canhão". O jornal lutava vigorosamente com seus opositores. Quando o periódico New York World criticou o movimento das mulheres, Elizabeth Cady Stanton, uma editora, respondeu: "O jornal World (New York) inocentemente nos faz a pergunta, por que, como as mulheres inglesas, não ficamos paradas em nossas convenções e recebemos a fala dita por homens de primeira classe? Poderíamos, por direitos iguais, também perguntar à equipe editorial do World por que eles não largam suas canetas e fazem com que homens de primeira classe gerenciam seu jornal?".
Não se esperava que os correspondentes de The Revolution apresentassem um único ponto de vista. Pelo contrário, declarou o jornal, “quem escreve para nossas colunas é responsável apenas pelo que aparece sob seus próprios nomes. Portanto, se velhos abolicionistas e senhores de escravos, republicanos e democratas, presbiterianos e universalistas, santos, pecadores e a família Beecher se encontram lado a lado na redação da questão do sufrágio feminino, devem perdoar as diferenças uns dos outros em todos os outros pontos". Uma função importante do jornal era fornecer um fórum no qual seus leitores, em sua maioria mulheres, pudessem trocar opiniões. Seus leitores responderam com um fluxo constante de comentários de vários pontos de vista. Às vezes, esses leitores se identificavam totalmente, mas muitos se autografavam com apenas uma inicial, deixando suas identidades ainda desconhecidas.
Os redatores do jornal encontraram inspiração em The Subjection of Women, de John Stuart Mill, publicado em 1869. Após anos de críticas dos reformistas britânicos sobre o assunto, Mill escreveu que o casamento era uma instituição de despotismo e introduziu a discussão em um domínio mais dominante. Stanton olhou para Mill e usou suas ideias como um guia para as dela.
Em 1869, Stanton estava sozinho escrevendo o jornal. Ela se voltou com entusiasmo para os temas da sexualidade e do casamento, aproveitando a oportunidade para usar um escândalo local de Nova Iorque como uma plataforma cáustica. O escândalo foi o julgamento de Daniel McFarland, um homem que foi condenado por assassinar o noivo da ex-esposa de Abigail, Albert Richardson, que havia sido um escritor popular do Tribune de Horace Greeley. Ao escrever sobre o julgamento, Stanton estava determinada a romper a "hipocrisia que impedia uma discussão franca sobre o casamento, aproximando desconfortavelmente os fatores picantes do desejo, do ciúme e do sexo extraconjugal de uma maneira que as discussões oblíquas sobre a cobertura não podiam". O juiz não reconheceu o divórcio de Abigail e, portanto, a impediu de testemunhar contra o marido, que acabou sendo absolvido por insanidade. Após o veredicto, Stanton apelou para uma mudança, ou seja, para que as leis de divórcio fossem alteradas e melhoradas.

#### Campanhas e problemas
The Revolution apoiou uma série de causas que desafiaram a tradição. Criticou os vestidos longos e pesados que as mulheres deveriam usar em todos os momentos e a prática das mulheres prometendo "obedecer" como parte das cerimônias de casamento. Relatou casos de mulheres que tentaram votar desafiando as leis que as proibiam de fazê-lo. Referia-se a práticas que a sociedade não queria discutir abertamente, como maridos espancando e forçando-se sexualmente em suas esposas. Expressando uma opinião altamente controversa na época, defendia o divórcio como uma opção legítima para as mulheres em casamentos abusivos. Rejeitando a noção de que cada mulher deveria estar sob o controle de um homem, exigia que as mulheres estivessem no controle de seus próprios corpos e de seus destinos. Sua defesa agressiva de opiniões tão controversas chamou a atenção da grande mídia, em grande parte hostil. Isso foi aceitável para Stanton, que acreditava que era melhor que o movimento das mulheres fosse atacado do que ignorado.
Durante o ano de 1868, o jornal realizou uma campanha enérgica em apoio a Hester Vaughn, uma empregada doméstica cujo ex-empregador a engravidou. Pobre e gravemente doente, ela deu à luz sozinha em um quarto sem aquecimento, onde o bebê morreu. Vaughn foi acusado de, deliberadamente, permitir que o bebê morresse e condenado pela execução da criança. Depois de divulgar o caso em The Revolution, Stanton visitou o governador para pedir-lhe que perdoasse Vaughn, o que ele acabou fazendo.
The Revolution aplaudiu o crescimento do Sindicato Nacional dos Trabalhadores (abreviado em inglês: NLU), que existiu de 1866 a 1873, esperando juntar-se a ele em uma ampla aliança que criasse um novo partido político que apoiasse o sufrágio feminino e as reivindicações de pessoas trabalhando. The Revolution declarou: "Os princípios do Sindicato Nacional dos Trabalhadores são nossos princípios". Previa que, "Os produtores — os trabalhadores, as mulheres, os negros — estão destinados a formar um poder triplo que rapidamente arrancará o cetro do governo dos não produtores — os monopolistas da terra, os detentores de títulos, os políticos." Embora a NLU tenha respondido, calorosamente, às propostas de The Revolution, a aliança prevista não se desenvolveu.

### Associação de Sufrágio das Mulheres da América
Em maio de 1868, The Revolution anunciou a formação da Associação de Sufrágio das Mulheres da América (em inglês: Woman's Suffrage Association of America) com intuito de servir como um comitê coordenador para as organizações locais de sufrágio feminino que se desenvolveram em todo o país. Entre os nomes principais estavam Stanton e Anthony, que ambas compartilhavam o escritório do jornal. Stanton disse mais tarde: "The Revolution está sustentando o fundamento do sufrágio universal, independentemente de cor ou sexo, é especialmente o órgão da Associação do Sufrágio Feminino da América". A nova organização publicou uma petição em The Revolution a favor do sufrágio feminino e pediu a seus leitores que a distribuíssem. O comitê coordenador logo foi substituído, no entanto, por uma organização mais ampla do sufrágio feminino.

### Divisão interna no Movimento das Mulheres
Muitos reformistas sociais ficaram profundamente abalados com a oposição de The Revolution em apoiar a proposta da Décima Quinta Emenda à Constituição dos Estados Unidos, que emanciparia os homens negros, a menos que fosse acompanhada por outra emenda que também emancipasse as mulheres. Stanton, que vinha de uma família socialmente notável, se opôs a isso em The Revolution com uma linguagem que, às vezes, era elitista e racialmente condescendente. Stanton escreveu: "Mulheres americanas de riqueza, educação, virtude e refinamento, se você não deseja que as classes inferiores de chineses, africanos, alemães e irlandeses, com suas ideias baixas de feminilidade, façam leis para você e suas filhas (...) que as mulheres também sejam representadas no governo."
O agravamento da divisão dentro do Movimento das Mulheres chegou a um ponto de ruptura com as disputas amargas na reunião da Associação Americana de Direitos Iguais em maio de 1869, que levou ao fim dessa organização. Dois dias depois dessa reunião, a separação começou a ser formalizada quando as duas fundadoras de The Revolution organizaram uma reunião na qual a Associação Nacional do Sufrágio Feminino foi formada, liderada pelas mesmas duas pessoas, Elizabeth Cady Stanton e Susan B. Anthony. Em novembro de 1869, a concorrente Associação Americana do Sufrágio Feminino (abreviado em inglês: AWSA) foi formada, com Lucy Stone na liderança. Em janeiro de 1870, Stone lançou um jornal rival chamado Woman's Journal. Tanto a AWSA quanto o Woman's Journal apoiaram a Décima Quinta Emenda. Apesar das suposições da época, há poucas evidências de que The Revolution tenha sofrido, significativamente, com a concorrência com o Woman's Journal. Poucos assinantes mudaram de fidelidade, isto é, muitos assinantes de revistas e assinaturas de The Revolution continuou a aumentar.

### Problemas financeiros
A promessa da Train de suporte contínuo não se concretizou. Ele partiu para a Inglaterra no mesmo dia em que The Revolution publicou sua primeira edição e, pouco depois, foi preso por apoiar a independência da Irlanda. Train forneceu um total de apenas três mil dólares para o jornal, embora seu sócio David Melliss tenha fornecido outros sete mil dólares. Em 8 de maio de 1869, The Revolution anunciou que seu relacionamento com Train havia terminado oficialmente.
As despesas com os profissional foram necessariamente reduzidas ao mínimo. Pillsbury, um editor profissional que havia trabalhado em outros jornais, recebia um salário baixo. Stanton não recebeu salário algum e Anthony recebeu apenas despesas.
O jornal custava cerca de 20 mil dólares por ano para operar. O número de assinantes, que pagavam dois dólares por ano, atingiu 2 000 no final do primeiro ano e 3 000 no final do segundo. Conseguir novas assinaturas foi dificultado por leis que davam aos maridos controle sobre as finanças de suas famílias: poucos maridos gostavam da ideia de suas esposas lerem um jornal que clamava por uma revolução nas relações de gênero. A publicidade trouxe receita adicional, mas não o suficiente para sustentar o jornal, forçando Anthony a pedir quantias substanciais de dinheiro por empréstimo.
Tentativas foram feitas para trazer Harriet Beecher Stowe (autora de Uncle Tom's Cabin) e sua irmã Isabella Beecher Hooker para a equipe editorial, o que teria ampliado o apelo do jornal. Ambas já haviam publicado artigos no jornal. As negociações fracassaram, isto é, primeiro com o nome do jornal, que as duas irmãs queriam mudar para The True Republic, e depois com a cobertura do periódico de um notável escândalo social no qual Stanton assumiu a postura impopular de apoiar a mulher envolvida. Stanton defendeu o nome do jornal, dizendo: "Não poderia haver um nome melhor do que The Revolution. O lugar da mulher em seu trono legítimo é a maior revolução que o mundo já conheceu ou conhecerá."
Vinte e nove meses após a primeira edição do jornal, Anthony admitiu a derrota e transferiu o jornal para outras mãos. Ela assumiu a responsabilidade pessoal pela dívida de 10 mil dólares do jornal, que pagou com os rendimentos de seus próximos seis anos no circuito de palestras. A NWSA, posteriormente, dependeu de outros periódicos, como The National Citizen and Ballot Box, gerenciada por Matilda Joslyn Gage, e The Woman's Tribune, na gestão de Clara Bewick Colby, para representar seu ponto de vista.

## Bullard como nova editora
Anthony vendeu The Revolution por um dólar em 26 de maio de 1870 para Laura Curtis Bullard, que se tornou a nova editora, junto com Edwin A. Studwell como administradora. Ambas eram fortes defensoras do sufrágio feminino. Bullard havia sido eleita como uma das secretárias correspondentes da Associação Nacional do Sufrágio Feminino em sua reunião de fundação, e ela já havia publicado artigos em The Revolution. Ela veio de uma família que se tornou rica com a venda de medicamentos patenteados. Studwell era uma abolicionista e financista Quaker.
Bullard deu ao jornal um novo lema, cuja frase bíblica: "Portanto, o que Deus ajuntou, não o separe o homem", que era frequentemente citado em cerimônias de casamento. Um historiador presumiu que Bullard escolheu o lema em parte para afastar acusações de que o movimento pelos direitos das mulheres destruiria a instituição do casamento. Ela deu sua própria interpretação, no entanto, dizendo que "é uma forma consagrada de palavras que expressa não apenas uma ideia limitada, mas muitos outros significados nobres". A mulher, ela continuou, "foi sistematicamente divorciada do [homem] desde o início dos tempos: ela agora deve proclamar e fazer valer seus direitos matrimoniais. Ela deve ter um lugar igual a ele nos ofícios, nas faculdades, no liceu, na imprensa, na literatura, na ciência, na arte, no governo, em tudo."
O estilo editorial de Bullard era muito menos confrontadora do que de Stanton, e ela orientou o jornal mais para literatura e poesia, levando o biógrafo autorizado de Anthony a dizer que Bullard transformou o jornal em um "jornal literário e social". À sua maneira, no entanto, continuou a lidar com uma ampla gama de questões de direitos das mulheres, apesar daqueles que queriam que o movimento se concentrasse estritamente no sufrágio. Em resposta às críticas diretas, Bullard escreveu: "Woman's Journal, na tentativa de reduzir o movimento da mulher a uma polegada quadrada da cédula, escreve-se em 1870 como mais conservador do que os criadores do movimento eram em 1848". Stanton escreveu artigos ocasionais para o jornal, assim como várias outras mulheres que contribuíram durante a editoria de Stanton.
Bullard pediu a Anthony que voltasse ao jornal para administrar seus negócios, mas Anthony recusou. Bullard tentou aumentar a receita vendendo mais anúncios, incluindo os de medicamentos patenteados, muitos deles produzidos pelos negócios de sua família. Stanton e Anthony se recusaram a veicular anúncios de medicamentos patenteados porque os consideravam perigosos para a saúde.
Bullard viajou para a Europa em dezembro de 1870 com seus pais idosos, mas continuou a gerenciar The Revolution do exterior. Depois de dezesseis meses como editora, ela renunciou em outubro de 1871, citando a dificuldade de editar o jornal dessa maneira.

## Clark como nova editora
Em 28 de outubro de 1871, o jornal foi transferido para uma nova editora, a Rev. WT Clarke, e sua administradora, JN Hallock. Seu lema passou a ser: "Dedicado ao Interesse da Mulher e da Cultura Doméstica". Clarke apoiou o sufrágio feminino, mas sua abordagem em relação às questões de outras mulheres, muitas vezes, distinguia dos editores anteriores. Em sua primeira edição, Clarke disse: "A maioria dos homens é extremamente gentil com as mulheres e as trata com muita ternura em vez de muito pouco. Mais mulheres entre nós são feridas pela indulgência ao invés da injustiça." Com seu nome extravagantemente revolucionário, mas conteúdo longe de revolucionário, The Revolution durou apenas quatro meses sob a direção de Clarke, publicando sua última edição em 17 de fevereiro de 1872. Sua lista de assinaturas foi unificada com o outro jornal de Hallock, o Liberal Christian.

## Significado
The Revolution confirmou o status de Stanton e Anthony como figuras públicas notáveis, cujas declarações francas e, muitas vezes, controversas ajudaram a empurrar o tema dos direitos das mulheres com força para o debate nacional. Forneceu-lhes um meio de expressar seus pontos de vista dentro do movimento pelos direitos das mulheres em um momento de uma forte divergência sobre sua direção. Além disso, fortaleceu sua ala do movimento e ajudou a preparar o caminho para uma organização, a Associação Nacional do Sufrágio Feminino, para representá-lo.